# Algaualix
Algaualix (em árabe: لقواليش; romaniz.: Algaualix) é uma localidade do distrito de Jabal Algarbi, na Líbia.

## Guerra Civil Líbia
Algaualix, na Guerra Civil Líbia de 2011, foi capturado por insurgentes em 6 de julho; a captura abria caminho para Gariã e a principal estrada ao sul de Trípoli. Nos três dias de confronto pela vila, 9 soldados do capitão insurgente Ali Alhaje (que eram fazendeiros, engenheiros ou alunos) foram mortos, e dúzias ficaram feridos. Em resposta, lealistas colocaram minas fora da vila. Num ato relacionado ao intenso conflito que há entre árabes e berberes no país, mesmo estando eles guerreando lado a lado, após a captura de Algaualix, uma das primeiras coisas que os grupos rivais fizeram foi escrever os nomes das cidades de onde vieram nos muros. Em junho, 5 corpos desfigurados encontrados flutuando em tanque d'água entre Zintane e Algaualix mostram violações de direitos humanos.
Em 13 de julho, as forças leais atacaram novamente Algaualix, e desta vez os rebeldes recuaram. Alguns alegaram o motivo de a retirada que eles acabaram sem munição. As tropas governamentais começaram o ataque depois que grupo de insurgentes tentou avançar a leste da cidade em direção a Gariã. Os lealistas rapidamente varreram Algaualix a partir do leste e chegaram ao ponto de controle na borda ocidental da aldeia. inda assim, à noite, os rebeldes contra-atacaram e, depois de batalha de 5 horas, retomaram a cidade e perseguiram forças leais para os arredores de Assaba. Durante a luta, dois rebeldes foram mortos e 17 feridos. Em 23 de agosto, homens da 32ª Brigada conduziu massacre de mais de 50 presos; mortes similares ocorreram em Algaualix, Homs e Bani Ualide.